# Bregenzer Hütte

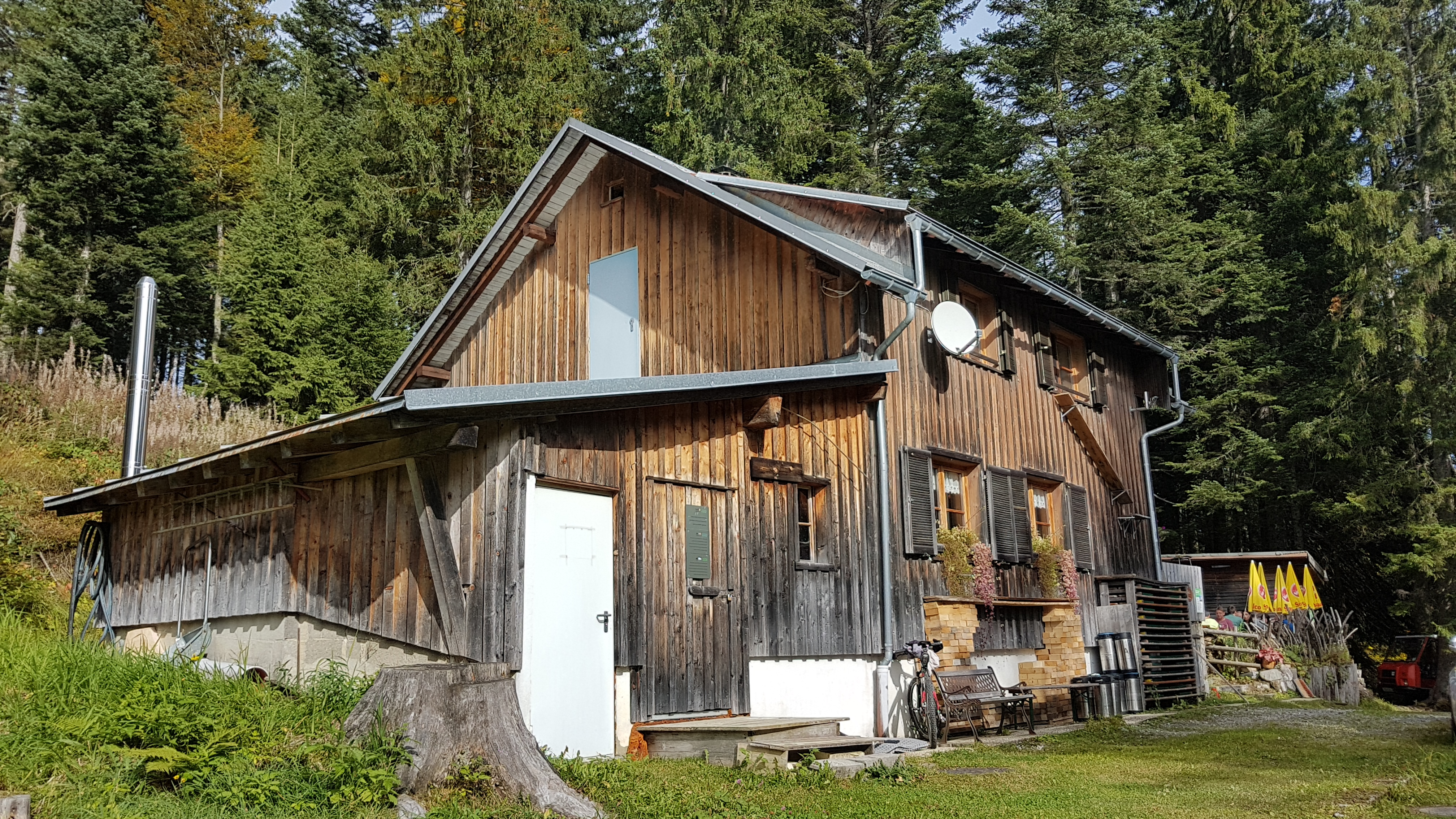

Die Bregenzer Hütte ist eine Schutzhütte der Ortsgruppe Bregenz der NFÖ in Vorarlberg. Für die Nächtigung von Wanderern stehen ein Zehnbett-, ein Sechsbett- und ein Vierbettzimmer (Etagendusche) zur Verfügung.

## Geschichte
Die Bregenzer Hütte als Wanderstützpunkt entstand Ende der 1950er-Jahre aus einem Bienenhaus. Die Ortsgruppe Bregenz der Naturfreunde Vorarlberg baute dieses Bienenhaus in weiterer Folge als Vereinsheim aus. Zuerst wurde die Hütte nur im Winter für vereinsinterne Schitourenkurse genutzt. Im Laufe der Zeit wurde die Hütte für die Öffentlichkeit geöffnet und erweitert. Zwischen 2007 und 2009 wurden rund 42.000 Euro für Umbauten investiert. 2012/2013 kam eine biologische Kläranlage hinzu, und es wurden auch die Sanitärbereiche und Unterkünfte renoviert.

## Lage und Zufahrt
Die Bregenzer Hütte steht in der Gemeinde Schwarzenberg im Bregenzerwald auf dem Klausberg. Eine öffentliche Zufahrt besteht nicht.

## Wanderungen
Von und zur Bregenzer Hütte sind mehrere leichte und mittelschwere Wanderungen möglich, wofür Trittfestigkeit und gutes Schuhwerk erforderlich sind (in Richtung Dornbirner First und Hoher Freschen auch Schwindelfreiheit). Sie ist ein wichtiger Stützpunkt entlang des Nordalpenweges. Von der Bregenzer Hütte sind folgende Touren/Wanderungen sehr beliebt:
- Bödele (1139 m ü. A.): 1 ¾ Stunden Gehzeit (Spechtweg), 151 Meter Höhenunterschied.
- Dornbirn (437 m ü. A.): 3 ¾ Stunden Gehzeit, 853 Meter Höhenunterschied.
- Dornbirn (437 m ü. A.): 2 ½ Stunden Gehzeit (Gschwendsattel-Kehlegg-Steinebach-Dornbirn), 853 Meter Höhenunterschied.
- Schwarzenberg (696 m ü. A.): 1 ¾ Stunden Gehzeit, 594 Meter Höhenunterschied.
- Hangspitze (1746 m ü. A.): 3 Stunden Gehzeit, 456 Meter Höhenunterschied.
- Hochälpelekopf (Hochälpelehütte) (1463 m ü. A.): 1 ¼ Stunden Gehzeit, 173 Meter Höhenunterschied.
- Hoher Freschen (2004 m ü. A.): 5 ½ Stunden Gehzeit, 714 Meter Höhenunterschied.
- Mörzelspitze (1830 m ü. A.): 3 Stunden Gehzeit, 540 Meter Höhenunterschied.
- Rotenbachalpe (1220 m ü. A.): ¼ Stunde Gehzeit, 70 Meter Höhenunterschied.
- Weißenfluhalpe (1367 m ü. A.): ½ Stunde Gehzeit, 77 Meter Höhenunterschied.

## Nächstgelegene Wanderstützpunkte
Um die Bregenzer Hütte sind mehrere Alphütten und Restaurationsbetriebe zu Fuß erreichbar. Die nächsten Wanderstützpunkte des ÖAV sind das Freschenhaus (Gehzeit 6 Stunden) und die Hochälpelehütte (Gehzeit 1 ¾ Stunden). Die Lustenauer Hütte (1250 m ü. A.) am Klausberg ist 20 Minuten Gehzeit entfernt.

## Sonstige sportliche Aktivitäten
Die Forststraße wird im Sommer als Mountainbike-Strecke verwendet. Im Winter als Natur-Rodelbahn. Für Skitourengeher ist die Bregenzer Hütte ein Stützpunkt. Beliebte Skitouren führen auf den
Leuenkopf (1830 m, 3 Std.), den Guntenkopf (1811 m, 3 Std.) bzw. das Hangköpfle (1750 m, 2½ Std.).